# Маркос Сенесі
Маркос Ніколас Сенесі Барон (ісп. Marcos Nicolás Senesi Barón, нар. 10 травня 1997, Конкордія, Аргентина) — аргентинський футболіст, центральний захисник англійського клубу «Борнмут» та національної збірної Аргентини.

## Ігрова кар'єра

### Клубна
Маркос Сенесі є вихованцем футбольної школи клубу «Сан-Лоренсо», де він грав у молодіжній команді з 2009 року. 25 вересня 2016 року Сенесі дебютував на професійному рівні у матчі чемпіонату Аргентини.
Перед початком сезону 2019/20 футболіст підписав контракт на чотири роки з нідерландським клубом «Феєноорд». І вже в листопаді того року відзначився першим забитим голом в чемпіонаті Нідерландів. В сезоні 2021/22 у складі «Феєноорда» Сенесі грав у фіналі першого в історії розіграшу Ліги конференцій.
Вже у серпні 2022 року захисник перейшов до клубу англійської Прем'єр-ліги «Борнмут», з яким підписав чотирирічний контракт.

### Збірна
У 2017 році у складі молодіжної збірної Аргентини Маркос Сенесі брав участь у молодіжному чемпіонаті світу в Південній Кореї.
5 червня 2022 року у товариському матчі проти команді Естонії Сенесі дебютував у складі національної збірної Аргентини.

## Титули
Феєноорд
- Фіналіст Ліги конференцій: 2021/22

Аргентина
 Переможець Кубка чемпіонів КОНМЕБОЛ-УЄФА: 2022